# جسی نلسون
جسی نلسون (انگلیسی: Jessie Nelson؛ زادهٔ ۱ ژانویهٔ ۱۹۵۳) کارگردان فیلم، فیلم‌نامه‌نویس اهل ایالات متحده آمریکا است.
از فیلم‌ها یا برنامه‌های تلویزیونی که وی در آن نقش داشته‌است می‌توان به داستان ما، تاکر: مردی در رویاهای خود اشاره کرد.